# Kanton Ruelle-sur-Touvre
Der Kanton Ruelle-sur-Touvre war von 1973 bis 2015 ein französischer Wahlkreis im Département Charente und in der damaligen Region Poitou-Charentes. Er umfasste fünf Gemeinden im Arrondissement Angoulême; sein Hauptort (frz.: chef-lieu) war Ruelle-sur-Touvre. Die landesweiten Änderungen in der Zusammensetzung der Kantone brachten im März 2015 seine Auflösung.
Der Kanton Ruelle-sur-Touvre war 56,97 km2 groß und hatte 19.153 Einwohner (Stand: 2012).

## Gemeinden
Der Kanton bestand aus fünf Gemeinden:
| Gemeinde          | Einwohner Jahr | Fläche km² | Bevölkerungsdichte | Code INSEE | Postleitzahl |
| ----------------- | -------------- | ---------- | ------------------ | ---------- | ------------ |
| L’Isle-d’Espagnac | 5.291 (2013)   | –          | – Einw./km²        | 16166      | 16340        |
| Magnac-sur-Touvre | 3.060 (2013)   | –          | – Einw./km²        | 16199      | 16600        |
| Mornac            | 2.190 (2013)   | –          | – Einw./km²        | 16232      | 16600        |
| Ruelle-sur-Touvre | 7.357 (2013)   | –          | – Einw./km²        | 16291      | 16600        |
| Touvre            | 1.224 (2013)   | –          | – Einw./km²        | 16385      | 16600        |